# Llista de divinitats associades a la resurrecció
A diferents cultures han sorgit figures divines o semidivines marcades per la resurrecció: es tracta de déus que moren i tornen a néixer o resuciten d'entr els morts. Aquestes divinitats són:
- Adonis (Síria)
- Ammon (mitologia egípica)
- Atis (Frígia)
- Baal (déu fenici)
- Bàlder (mitologia escandinava)
- Chhinnamasta (hinduisme)
- Cronos (mitologia grega)
- Dionís (Antiga Grècia)
- Dumuzi (mitologia sumèria)
- Enees (heroi romà)
- Eshmun (mitologia fenícia)
- Au fènix (criatura mitològica egípica)
- Gullveig (mitologia nòrdica)
- Horus (Egipte)
- Inanna (Sumer)
- Ixtar (Accad)
- Izanagi (mitologia japonesa)
- Jarilo (mitologia eslava)
- Jesús (cristianisme)
- Julunggul (mitologia australiana)
- Kaknu (Costano)
- Kostromà (deessa eslava)
- Lemminkäinen (Finlàndia)
- Marzanna (mitologia eslava)
- Melcart (déu de Tir)
- Obatala (mitologia ioruba)
- Odin (mitologia germànica)
- Orfeu (mitologia grega)
- Osiris (déu egipci)
- Persèfone (deessa grega)
- Prosèrpina (mitologia romana)
- Quetzalcóatl (déu asteca)
- Xipe Totec (mitologia mexicana)
- Zalmoxis (déu daci)